# Jack Stephens (chef décorateur)
Pour les articles homonymes, voir Stephens.
Jack Stephens est un chef décorateur britannique né à Chittagong (Bangladesh).

## Filmographie (sélection)
- 1952 : L'Homme qui regardait passer les trains (The Man Who Watched Trains go by) d'Harold French
- 1960 : Les Robinsons des mers du Sud (Swiss Family Robinson) de Ken Annakin
- 1968 : Chitty Chitty Bang Bang de Ken Hughes
- 1971 : Macbeth (The Tragedy of Macbeth) de Roman Polanski
- 1974 : Le Crime de l'Orient-Express (Murder on the Orient Express) de Sidney Lumet
- 1975 : L'Homme qui voulut être roi (The Man Who Would Be King) de John Huston
- 1975 : Le Retour de la Panthère rose (The Return of the Pink Panther) de Blake Edwards
- 1978 : La Malédiction de la Panthère rose (Revenge of the Pink Panther) de Blake Edwards
- 1979 : Elle (10) de Blake Edwards
- 1979 : Tess de Roman Polanski
- 1982 : À la recherche de la Panthère rose (Trail of the Pink Panther) de Blake Edwards
- 1983 : L'Héritier de la Panthère rose (Curse of the Pink Panther) de Blake Edwards
- 1983 : Octopussy de John Glen
- 1984 : Signé : Lassiter (Lassiter) de Roger Young
- 1986 : Shanghai Surprise de Jim Goddard
- 1986 : Mission (The Mission) de Roland Joffé

## Distinctions
Oscar des meilleurs décors

### Récompenses
- en 1981 pour Tess

### Nominations
- en 1987 pour Mission